# Saint-Julien-Boutières
Saint-Julien-Boutières – miejscowość i dawna gmina we Francji, w regionie Owernia-Rodan-Alpy, w departamencie Ardèche. W 2013 roku populacja ówczesnej gminy wynosiła 203 mieszkańców. 
W dniu 1 stycznia 2019 roku z połączenia dwóch ówczesnych gmin – Intres oraz Saint-Julien-Boutières – powstała nowa gmina Saint-Julien-d'Intres. Siedzibą gminy została miejscowość Intres. 